# Priska Seiler Graf
Priska Seiler Graf (Zurigo, 29 agosto 1968) è una politica svizzera del Partito Socialista (SP). Dal 2015 è membro del Consiglio nazionale per il Canton Zurigo.

## Biografia
Candidatasi alle elezioni federali del 2015 venne eletta Consigliera nazionale per il Canton Zurigo risultando la ventiduesima più votata nel cantone con 91 309 preferenze. Alle elezioni federali del 2019 venne confermata con 88 221 preferenze, la sedicesima candidata più votata. Venne rieletta anche alle elezioni federali del 2023 risultando la tredicesima più votata con 109 073 preferenze.
È co-presidente della sezione cantonale zurighese del Partito Socialista Svizzero. A gennaio 2024 ha annunciato le sue dimissioni dall'incarico, previste per il 1º giugno 2024.